# Henry Gough (1er baronnet)
Henry Gough, 1er baronnet (1709-1774), de Edgbaston Hall, dans le Warwickshire, est un marchand et homme politique britannique qui siège à la Chambre des communes de 1732 à 1741.

## Jeunesse
Il est le fils de Richard Gough (1655-1728), d'Edgbaston Hall, dans le Warwickshire, et de Gough House, à Chelsea, et de sa femme, Ann Crisp, fille de Nicholas Crisp, de Chiswick, dans le Middlesex. Il est admis à Corpus Christi, à Cambridge et à Inner Temple en 1725. Il devient marchand dans la Compagnie britannique des Indes orientales. Il succède à son père qui est mort le 9 février 1728, et est créé baronnet, de Edgbaston le 6 avril 1728. Peu après avoir succédé à son père, il achète deux burgages à Bramber, un bourg pourri, lui donnant le contrôle total du siège parlementaire, pour lequel il peut désormais nommer les deux membres. Il épouse Catherine Harpur, fille de John Harpur, 4e baronnet de Calke, Derbyshire.

## Carrière
Lors de l'élection partielle du 25 janvier 1732, Gough est élu député de Totnes sous le patronage du gouvernement. Il appuie le gouvernement et vote pour le projet de loi sur l'accise. Aux élections générales britanniques de 1734, il devient député de Bramber avec son cousin Harry Gough. Il continue de voter avec le gouvernement et se retire aux élections générales britanniques de 1741.
La première épouse de Gough, Catherine, meurt le 22 juin 1740 et il épouse sa deuxième épouse, Barbara Calthorpe (vers 1716 - 1782), le 2 juillet 1741. Elle est l'héritière de Reynolds Calthorpe d'Elvetham, dans le Hampshire.

## Famille
Gough meurt le 8 juin 1774, laissant six enfants de sa deuxième épouse. Il est remplacé comme baronnet par son fils Henry, qui devient Henry Gough-Calthorpe (1er baron Calthorpe) quand il hérite de terres de son oncle maternel en 1788 et est créé baron Calthorpe en 1796.
Gough a également deux filles, Barbara et Charlotte Gough, également connue sous le nom de Gough-Calthorpe. La première (1745-1826) se marie en 1770 avec Isaac Spooner (en), un riche homme d'affaires de Birmingham, et a dix enfants. La deuxième épouse Sir John Palmer, 5e baronnet, député de Leicestershire de 1765 à 1780.